# Nous aurons toujours 20 ans
Nous aurons toujours 20 ans (traducció literal en català: sempre tindrem 20 anys) és un còmic autobiogràfic de l'autor català Jaime Martín publicat el 2020 a França per l'editorial Dupuis. Posteriorment, Norma també el va publicar a Espanya, amb el títol Siempre tendremos 20 años.
Es tracta de l'àlbum que tanca la triologia de "la memòria" de Martín, concloent així una història familiar de tres generacions que han viscut al mateix pis de L'Hospitalet. La primera part de la triologia, Les guerres silencieuses, se centrava en la vida del seu pare, passant pel seu servei militar, la guerra d'Ifni, la guerra civil i la postguerra; la segona part Jamais je n'aurai 20 ans, narrava les vivències dels avis de l'autor durant la dictadura franquista; i la tercera i última part és autobiogràfica, relatada en primera persona i basada en la vida de barri de l'autor.
El còmic va obtenir el premi a la millor obra del Saló del Còmic de 2021.

## Argument
El còmic comença amb la retransmissió d'Arias Navarro anunciant la mort de Franco, quan Martín té a penes 9 anys. Poc a poc, les il·lusions i expectatives generades per l'arribada de la democràcia es van anant evaporant, deixant pas a decepcions polítiques i problemes socials. La perspectiva local des d'un nucli obrer com L'Hospitalet no deixa de ser mai present, posant èmfasi a les problemàtiques socials quotidianes d'aquest extraradi de Barcelona, marcades per la precarietat laboral, la violència i les drogues.
A la colla d'en Jaime són tots fills de classe obrera, que passen la seva joventut experimentant amb la música rock, l'alcohol i les drogues. Més endavant, el descobriment de Moebius causa un gran impacte a Martín, que sempre havia aspirat a ser artista. La coneixença amb Josep Maria Beà li obre les primeres portes al món del còmic, conduint-lo seguidament a les pàgines de la revista El Víbora fins a la seva clausura el 2005. La crisi que viu el sector l'obliga aleshores a dirigir-se cap al mercat francès.
La història acaba cap a mitjans dels anys 2010, posant de relleu les conseqüències de la crisi econòmica. Abans, però, el còmic fa un repàs passant per les primeres eleccions democràtiques, el cop d'estat del 23F, el referèndum sobre l'OTAN, el terrorisme d'ETA, l'atur i la precarietat laboral.
El còmic conclou el 2013, quan l'editorial Dupuis li publica a França la seva obra Les guerres silencieuses. D'aquesta manera, el final del còmic connecta amb l'inici de la triologia de "la memòria", tancant-se així el cicle.

## Estil
És l'únic còmic de la triologia relatat en primera persona, ja que en aquesta ocasió és autobiogràfic.
La música rock té un gran protagonisme en la història i grups com Ramones, AC/DC, Motörhead, Judas Priest o Thin Lizzy van acompanyant les pàgines del còmic tot al llarg de la història.
Segons l'autor, suposa un retorn al seu barri, el qual ja es va donar a conèixer amb Sangre de barrio el 1989.

## Crítica
El còmic va rebre una gran acollida i va obtenir crítiques molt positives. El diari El Mundo va situar Nous aurons toujours 20 ans entre els 10 millors còmics publicats el 2020. Per altra banda, l'Associació de Crítics i Divulgadors del Còmic (ACDCòmics) va incloure l'obre de Jaime Martín a la llista dels millors còmics de l'any 2020.

## Guardons
- 2021 - Premi a la millor obra del Saló del Còmic.[3]

## Triologia completa
1. Les guerres silencieuses (2013)
2. Jamais je n'aurai 20 ans (2016)
3. Nous aurons toujours 20 ans (2020)